# 아프리카-대한민국 관계

아프리카-대한민국 지도

대한민국과 아프리카 대륙을 구성하는 국가들은 대한민국의 건국 이후 상호 간 정치, 경제, 군사, 사회, 문화적 관계를 맺어온 역사를 가지고 있다. 이는 대한민국과 아프리카 대륙이 맞이하고 있는 국제정치, 경제, 그리고 이념적 상황에 따라서 조금씩 변화하였다.
대한민국과 아프리카의 관계는 남북 분단 이후 남한을 지지한 국가들과, 북한을 지지한 국가들로 아프리카 국가들이 나뉘어지는 과정을 겪었다. 이는 남한을 지지한 자본주의 이념 국가들과, 북한을 지지한 사회주의 이념 국가들로 분리되었기 때문이다. 아프리카의 신생 독립국들은 남한과 북한에 대한 지지를 선택할 수 있었기 때문에 아프리카 대륙의 탈식민지화는 이러한 관계에서 중요한 역할을 가졌다. 더 나아가 냉전의 종식은 아프리카와 한국의 외교 관계에 큰 변화를 가져왔다. 오늘날 대부분의 아프리카 국가는 현재 한국과 공식 수교 관계를 맺고 북한과는 일부 비공식 외교 관계를 맺고 있다.

## 역사

### 발전 역사

1950~1953 간 한국전쟁 진행과정

대한민국의 전신 국가들과 아프리카의 관계는 알려져 있지 않다. 조선 초기 제작된 혼일강리역대국도지도에는 아프리카 지역이 지도에 표시되어있다. 특히 아프리카 대륙에 대하여 35개 정도의 지명이 기록되어 있고, 아프리카 가운데 사하라 사막의 존재를 기록한 점도 눈여겨볼만 하다. 당시 조선과 아프리카는 매우 멀리 떨어져 있었음에도 불구하고, 조선은 아프리카의 존재에 대해서는 어렴풋이 알고 있었던 것으로 보여진다.
한국과 아프리카 대륙의 국가들 간의 교류의 역사는 20세기 중반에야 겨우 시작되었다. 이는 대한민국과 아프리카가 지리적으로 매우 멀리 있었고, 20세기 기술의 한계로 인해서 교류가 현실적으로 매우 어려웠기 때문이다. 또한 대한민국의 전신인 조선은 일본제국의 식민지배에 놓여있었기 때문에 외교권과 같은 국권을 행사하기 어려운 측면도 존재하였다.
대한민국과 아프리카가 처음 만난 시점은 1950년이다. 남한과 아프리카의 공식적인 외교적 관계는 1950년대 한국전쟁 이후 시작됐다. 한국이 처음 만난 아프리카 대륙 출신 국가는 바로 에티오피아와 남아프리카공화국이다. 1950년 6월 25일에 발발한 한국전쟁 당시, 에티오피아군 부대와 남아프리카공화국 부대는 유엔군사령부 소속으로 참전하여 남한을 지원하였다. 특히 에티오피아는 최빈국임에도 불구하고, 한국에 파견된 에티오피아 황제의 직속 경호부대 메할 세파리를 파병하였다. 이러한 남한에 대한 에티오피아의 귀중한 지원은 한국전쟁 이후 한국과 에티오피아의 우호적인 관계를 맺는데 결실을 맺게 되었다. 이러한 역사적 사실로 인해서 주에티오피아 대한민국 대표부가 주아프리카 연합 대한민국 대표부를 겸임하게 되었다. 이후 한국 정부는 에티오피아 군인들의 공헌을 기리기 위해 강원특별자치도 춘천시에 추모 공원을 건립했다. 그리고 부산광역시 남구 대연동에 건립한 재한유엔기념공원에 에티오피아 참전용사들을 안장하여 이들을 기리고 있다.
한국은 에티오피아와의 우호관계 외에도, 대한민국은 제1공화국 및 제2공화국 시절에는 공산진영의 국가들 및 타 제3세계 국가들과는 접촉하지 않았기 때문에 제1세계, 특히 서구 국가들과만 관계를 맺는 경향을 가졌다. 이러한 사실은 대한민국이 외교관계를 수립하는 과정에서 아프리카 국가들과 외교관계 수립을 하지 않음으로 연결되었다.

### 1960~70년대
1960년대에 이르러, 소말리아, 모리타니아, 차드, 니제르, 말리, 코트디부아르, 부르키나파소 등 수많은 아프리카 국가들이 영국과 프랑스 등 서구 열강으로부터 독립하고 자유를 쟁취하게 된다. 이에 따라 한국은 아프리카 대륙 국가들과 수교에 본격적으로 나선다. 당시 북한과 체재 경쟁을 끊임없이 하고 있었기에, 이러한 상황에서 1960년대의 대한민국-아프리카 관계의 특별한 점은 한국의 아프리카 외교가 북한과의 경쟁으로 귀결되었다는 점이다. 남북 아프리카 외교 경쟁은 남북에게 중요한 사안이 유엔 총회에서 표결에서 아프리카 국가들의 우호적인 표심을 얻기 위한 것이었다. 그리고 무엇보다도, 남한과 북한 모두 유엔의 회원국이 아닌 옵저버 국가였기 때문에 54개국이라는 유엔 내 수적 우세를 보이는 아프리카 국가들의 표심은 매우 중요했다. 당시 아프리카에서는 신생 독립국 대부분이 과거 식민 지배의 영향으로 인해 민족주의, 반서방 감정, 사회주의 성향을 갖고 있었기 때문에, 비슷한 노선을 채택하고 있었던 북한은 아프리카 외교에서 남한보다 우월한 위치를 차지하고 있었다. 1970년대에 이르러 남한에게 불리했던 상황은 조금씩 바뀌게 된다. 남한은 북한의 경제를 따라잡고 지속적으로 경제 성장을 이루어냈다. 이때 남한은 지속적으로 미수교 아프리카 국가들과의 수교를 적극적으로 추진하였다. 1975년이 되자 북한은 남한보다 수교 국가가 두 개만 더 많았기 때문에 그 격차는 상당히 줄어들었다. 1970년대 후반이 되어서야 아프리카 주재 북한 외교사절단이 남한 외교사절단에 대해 눈에 띄는 우위를 점하지 못하게 된다. 이러한 격차는 이후 공고화되었다.

### 1980년대

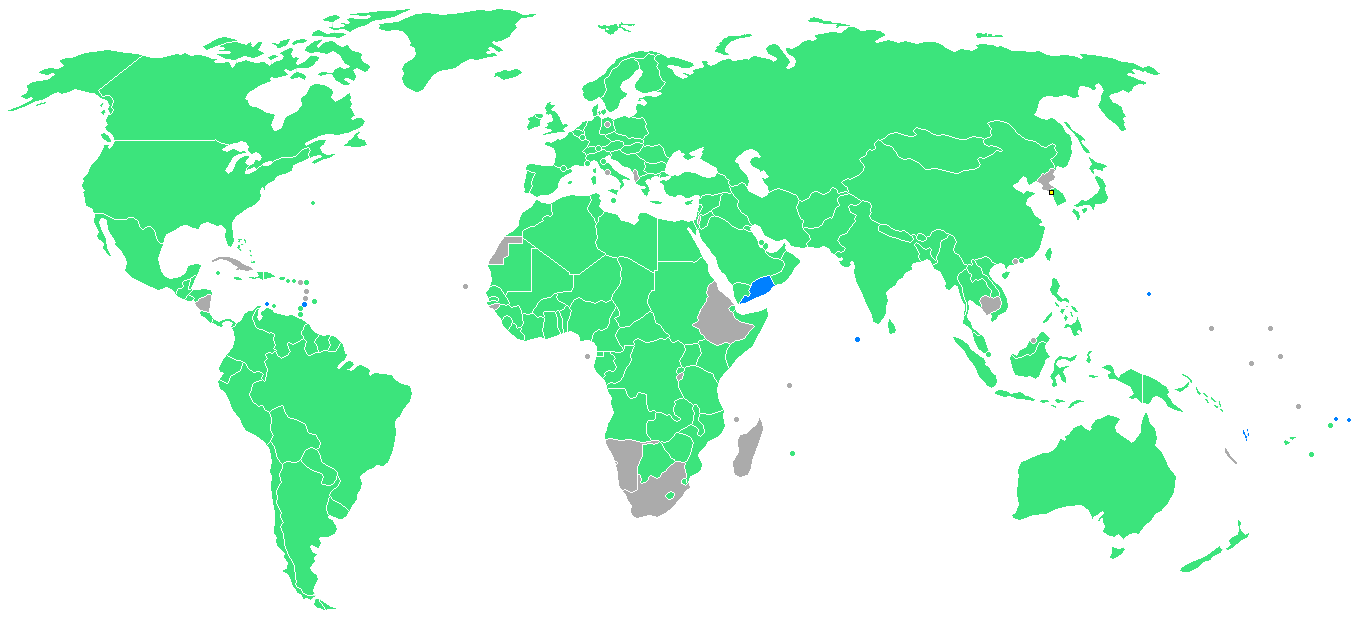
1988년 서울 하계 올림픽에 참가한 국가(녹색)

제5공화국 시절, 1980년대 한국은 아프리카 여러 나라들과 투자 협정, 문화 협정, 기술 협정과 같은 각종 협정을 체결하며 적극적인 외교를 펼쳤다. 1981년에는 전두환 대통령의 특사 강경식이 아프리카에 파견되어 북한의 아프리카 진출 억제, 비동맹외교 강화를 목표로 삼았다. 그 바로 다음해 1982년에는 1988년 서울올림픽을 개최하기 위해 전두환 대통령이 역대 한국 대통령들 중에서 최초로 아프리카 대륙을 방문하였으며, 케냐, 나이지리아, 가봉, 세네갈을 방문하여 정상회담을 갖는 등 한국의 외교 영향력 확대를 추구하였다. 당시 전두환 대통령은 아프리카 순방을 통해서 이들 국가로부터 남북대화 지지, 한반도 평화통일 지지를 이끌어낼 수 있었다. 남한은 이들 국가에게 20~30만 달러 규모의 무상원조 공여를 약속하였다. 이때부터 한국은 아프리카 대륙에 대표단과 외교관을 파견하고 실질적인 경제·기술 협력을 시작하게 되었다. 이렇게 남한은 아프리카 대륙에 대한 외교적 열세를 조금씩 극복해나가고 있었다. 이러한 대아프리카 외교 활동의 결실은 1988년 서울 올림픽에 대한 아프리카 국가들의 충분한 지원으로 이어졌다. 당시 서울 올림픽을 불참한 아프리카 대륙의 국가는 에티오피아, 마다가스카르, 나미비아 등이 있었다.

### 1990년대
1990년대부터 한국의 아프리카 외교는 북한과 체재 경쟁에서 이익 중심 체제로 탈바꿈하게 되었다.  아프리카 자원외교로 잘 나타나게 된다. 한국 정부는 아프리카를 잠재적 천연자원 공급원으로 설정하는 전략을 세웠다. 이는 1990년부터 시작된 냉전이 마침내 종식되고, 1991년 남북한이 동시에 유엔에 가입한 결과로 이해되고 있다. 냉전의 종식은 아프리카에서 한국의 외교 영역에 대한 제약의 제거되게 하였다. 이와 더불어 남한은 셰이셸, 베냉, 콩고 등과 재수교하였으며, 짐바브웨 및 이집트와 수교에 성공한다. 이를 통해서 한국은 아프리카 내 미수교 국가들과 수교하게 되었다.

### 2000년대
2000년대 이후 남한의 지도자들의 눈에는 아프리카와 관계가 더욱 중요하게 보이기 시작하였고, 이에 따라 남한 정부의 행동은 더 활발한 외교 활동으로 귀결되었다. 2002년 7월 9일 지역공동체 성격을 갖는 아프리카 연합이 설립되었을 때 한국은 아프리카의 13억 인구으로 이루어진 매력적인 시장에 접근하는 데 관심이 있었고 아프리카 연합과 긴밀한 관계 설정을 원하였다. 2005년 4월, 한국은 아프리카 연합의 옵저버 국가 지위를 획득하였다. 이후 한국은 아프리카 연합에서 주최되는 다양한 회의에 외교관을 참석시키고 있다.

아프리카 연합의 국기

아프리카 연합의 구성도(녹색은 권한이 정치된 국가들이다)

또한 유리한 위치를 유지하기 위해 한국 정부는 다섯 가지 주요 가치를 지닌 한국 정부 주도의 아프리카 개발 이니셔티브를 수립했으며, 이들은 다음과 같다.
1) 공적개발원조 (ODA)를 아프리카 지역으로 확대
2) 아프리카 전역에서 신기술 교육을 위한 유학생 한국 초청.
3) 감염병에 대한 의료 및 보건 지원 확대
4) 아프리카 국가들과와의 무역 확대
5) 한-아프리카 포럼 정기적 개최
2000년대에 한국은 아프리카의 모든 국가와 외교 관계를 수립하였다.

### 2010년대
2010년대 들어 한국에게 아프리카의 풍부한 천연자원의 중요성이 부각되면서 민간 및 국책사업의 투자가 본격화됐다. 2022년 현재 한국 정부는 아프리카에 대한 투자와 관련된 투자지원을 확대하고 있다. 특히 아프리카 자유무역지대 출범은 아프리카와 무역이 더욱 중요해짐을 보여준다. 2021년 아프리카 연합은 13억 아프리카 인구의 공동시장을 구축하려는 아프리카 자유무역지대를 출범하였다. 또한 미국, 러시아, 중국, 일본 등과 같은 주요 무역국들이 전략적 중요성을 놓고 치열하게 경쟁하고 있음을 보인다. 한국은 또한 2016년 케냐와의 일련의 협정 등을 통해 이 기간 동안 대외 원조에 자금을 할당했다. 경쟁이 치열한 시장 흐름에 발맞추기 위해 한국 정부는 2018년 한-아프리카 재단을 설립하고 아프리카와의 협력을 확대해 나가고 있다. 한아프리카재단은 아프리카 국가에 대한 장기적·종합적 연구 분석과 함께 정치·경제·문화·학술 등 제반 분야에서 아프리카 국가와의 동반자관계 증진하고 있다. 코로나19 팬데믹 기간 동안에는 한국은 아프리카 국가들에 의료구호용품을 보냈다. 현재 아프리카 24개국에 25개의 상주공관이 설치되어 있으며, 향후 시에라리온과 같은 한국 대사관이 없는 국가들에도 대사관 설치가 이루어질 예정이다.

## 경제관계

### 아프리카, 한국, 아시아 간 경제발전과 교류

아시아의 네 마리 호랑이

식민지 국가들이 독립하던 당시 많은 사람들은 아프리카와 동남아시아 국가들이 경제적 여건과 상대적인 경제적 지위 측면에서 서로 유사하다고 평가했다. 1970년대에 이르려, 세계 경제의 쇠퇴, 유가 상승, 정치적 불안정 등 여러 요인들로 인해 아프리카는 세계에서 가장 가난한 대륙이 되었다. 이와 대조적으로 같은 기간 동안 동아시아는 오늘날에도 널리 알려져 있는 놀라운 경제성장을 이뤄냈다. 특히 동아시아 국가들 중 한국은 아시아의 4대 호랑이 중 하나로 불리며 다양한 산업을 성공적으로 발전시켜 왔다. 1970년대 아프리카 국가들은 막대한 천연 자원을 보유하고 있음에도 불구하고 부족한 자본, 기술, 경험, 경영 능력과 함께 부정부패 등으로 여 기초 산업에 의존하는 경제 체제를 갖고 있었다. 1960~70년대 한국은 아프리카 수출 시장의 가능성을 보았으나 실질적으로 아프리카의 성장 잠재력이 주목을 받기 시작한 시점은 1990년대이며, 아프리카 시장에 대한 인식이 점차 바뀌어, 새로운 기회로 변화하기 시작했다. 한국도 아프리카의 잠재력을 인식하고 2006년 3월 '아프리카 개발을 위한 한국 이니셔티브'를 발표하고 개발과 국가에 대한 투자에 나섰다. 그러나 한국의 아프리카 진출은 중국, 일본에 비해 뒤늦게 시작되었다는 점도 존재한다. 더욱이 한국은 다른 국가보다 특정 아프리카 국가와의 경제적 관계에 초점을 맞추는 경향이 있다.
중국의 대아프리카 외교정책은 현재 중국의 핵심 국가 전략 중 하나이며, 아프리카 자원을 공세적으로 확보하는 것을 목표로 한다. 2006년 정부 차원에서 아프리카 관계 강화를 시작한 한국과 달리 중국은 이미 2006년 11월 4일 베이징에서 해 48명의 아프리카 지도자들이 참가하는 중국-아프리카 협력 포럼을 성공적으로 개최하였다. 정기적인 경제 교류는 오늘날까지 계속 확대되고 있으며 그 결과 2021년 중국의 대아프리카 총 무역액은 2020년 대비 35.3% 증가한 2,543억 달러로 역대 최고치를 기록했다. 특히 중국은 특히 남아프리카공화국(541억 달러), 나이지리아(256억 달러), 앙골라(233억 달러), 이집트(199억 달러), 콩고(143억 달러) 등에 교통·인프라·채굴 분야에 중점을 두고 투자하고 있다.
일본의 대아프리카 외교정책은, 1993년부터 5년마다 아프리카 개발 회의를 개최해 아프리카 국가들과 긴밀한 협력을 통해서 실현되고 있다. 대표적으로, 2006년 5월 29일 고이즈미 준이치로 총리가 일본의 아프리카 시장 진출을 강화하기 위해 아프리카 연합 본부가 있는 에티오피아 수도 아디스아바바를 방문한 적이 있다. 오늘날 일본의 5개 주요 미쓰비시와 같은 재벌 기업들은 자국 정부의 지원을 받아 아프리카 시장을 향한 민간 교류 확대를 모색하고 있다.
위의 내용에서 잘 나타나 있듯이 대한민국과 아프리카의 국가들 간 경제적 교류는 중국과 일본과 같은 다른 주요 아시아 국가에 비해 상대적으로 적은 편에 속한다.

### 한국식 발전 모델
최근 몇년간 아프리카와 한국의 경제 관계는 단지 무역이나 투자에만 초점을 맞추는 것이 아니라 한국이 아프리카 국가들에게 한국식 발전 모델을 전수하며 긴밀한 관계를 유지해 왔다. 아프리카 국가들은 한국의 성장 모델을 벤치마킹하였다. 이러한 한국식 발전 모델은 70년 만에 국가를 최빈개도국에서 세계 선진국으로 도약시켰다. 특히 알제리는 한국의 고성장 모델을 배우기 위해 정부 차원에서 엄청난 수의 유학생을 파견하고 있다. 알제리는 한국과의 관계를 강화하여 북아프리카 지역의 중요한 국가로 발전하려는 목표를 갖고 있다. 마찬가지로 남아프리카공화국도 한국의 성장모델과 70~80년대 새마을 전략을 벤치마킹하며 협력을 이어가고 있다. 그러나 모든 아프리카 국가가 한국식 발전 모델을 모방하려고 시도하는 것은 아니며 이러한 모델에서 다른 교훈과 전략을 취하는 국가도 있다. 더욱이 이러한 모델 중 다수에 대한 반대는 아프리카 국가에 존재하며 국가의 과거 역사와 현재 상황에 따라 차이를 보인다.

### 교역
아프리카 국가와 한국의 무역 규모는 여전히 아프리카 국가의 경제 규모에 비해 상대적으로 작은 편이다.

### 인도주의적 노력 / 구호 및 대출 / 평화 유지 노력

유엔 평화 유지군 헬멧 아이콘

대한민국 정부는 UN 평화유지군의 일원 중 하나로서, 아프리카의 평화를 위해 여러 차례 아프리카에 평화유지군을 파견했다.

### 소말리아, 내전으로 인한 민간인 보호 및 식량 지원
기간:1993년 7월 30일 – 1994년 3월 18일
서사하라 지역 : 대한민국은 유엔 평화유지군 기여국의 일원으로서, 해당 지역의 민간인에게 의료 지원을 제공하였으며, 50명 규모의 국군의료지원단이 파병되었다.
1994년 8월 9일 ~ 2006년 5월 15일
앙골라 : 내전 이후 대한민국 국군 공병대대가 유엔 앙골라검증임무단 소속으로 파견되어 주요 통로와 시설을 복구했다.
기간:1995년 10월 5일 ~ 1996년 12월 23일

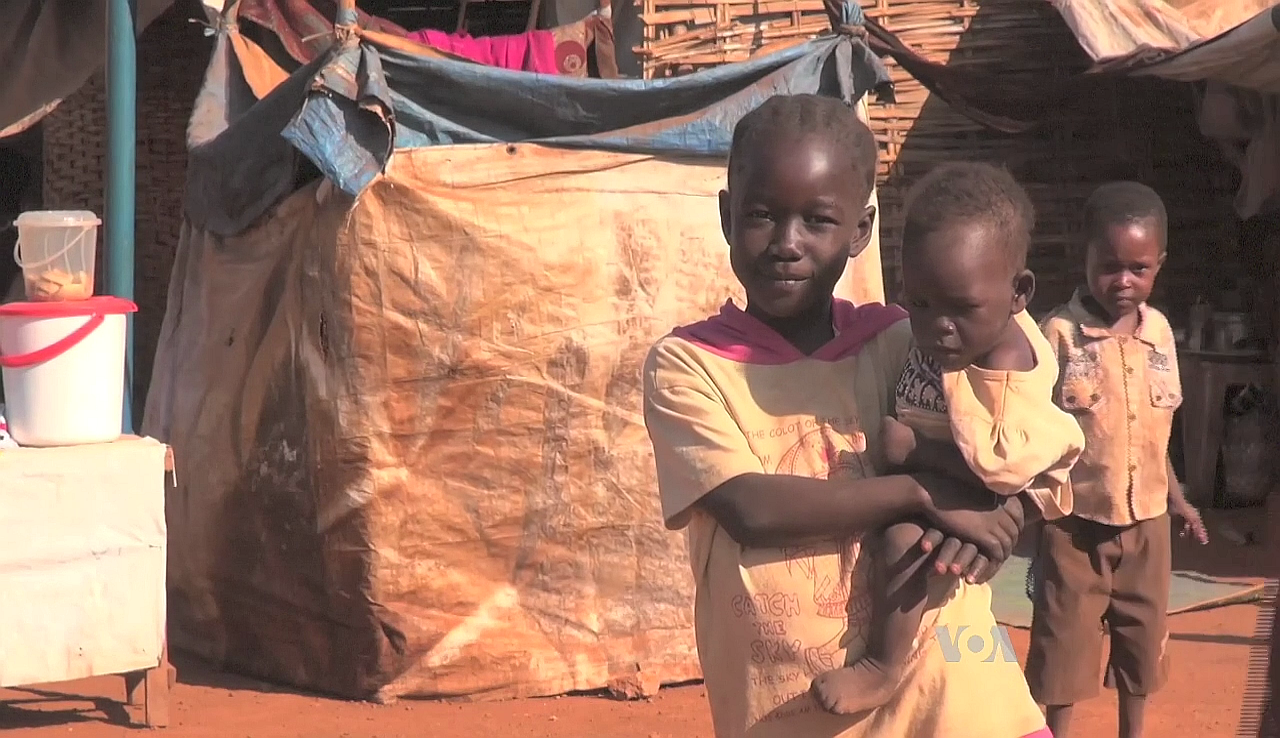
남수단 난민

소말리아 : 소말리아 해협을 통과하는 국제 선박들을 소말리아 해적으로부터 보호하기 위한 활동하고 있다. 특히 소말리아 해역 호송전대가 소말리아 해협에서 순찰을 통해서 해적활동 근절에 나서고 있다.
2009년 3월 13일 ~ 현재.
남수단 : 오랜 내전 이후 국가 재건을 위한 유엔 평화유지군 의료대대 및 공병대대가 유엔평화유지군 소속으로 파병되었다.
기간:2013년 3월 31일 ~ 현재.

## 정치적 관계

### 냉전 이전
냉전 시대까지 아프리카와 한국 사이에는 유의미한 정치적 교류가 없었다.

### 냉전 시기
대한민국과 아프리카는 냉전이라는 세계의 거대한 흐름에서 만나게 된다. 이는 조선이 일본으로부터 독립하고, 남한과 북한으로 분단되면서 시작되었다. 한국과 아프리카 국가 간의 공식 교류는 에티오피아와 남아프리카공화국이 한국전쟁에 참전하면서 시작되었다. 이들은 남한의 옆에서 북한군과 중국군에 대항하였다.
한국전쟁이 휴전을 맞이하고, 냉전 시기 대한민국은 아프리카에서 외교 관계를 수립하는데 처음에 어려움을 겪었다. 1950년대 아프리카는 여전히 영국, 프랑스, 벨기에, 독일에 의해서 식민 지배를 받는 국가들이 대다수였다. 그러나, 1950년대 후반부터 아프리카 국가들은 식민지에서 독립국으로 지위를 얻기 시작한다. 본격적으로 1960년대에는 대부분의 국가가 독립하게 되었다. 이는 남한에게 있어서 새로운 국가들과의 외교적 관계 수립에 대한 가능성을 갖게 하였다. 그러나 대부분 아프리카의 신생 독립국가들이 소비에트 연방, 공산 진영, 사회주의 이념을 채택하면서 기회보다는 위기로 다가오게 된다. 이는 아프리카 내 다수의 사회주의 공화국이 만들어지는 결과로 이어진다. 1960년대 당시 북한은 공업화가 이남 지역보다 잘되어있었고, 남한보다 선진국이었기 때문에 북한은 아프리카 국가들에 대한 원조를 통해 정치적, 이념적 영향력을 확대를 시도하였다.
그 결과, 남한과 아프리카 국가 간의 정치적 관계는 냉전 동안 이념적 상황에 의해 큰 영향을 받았다. 사회주의 체제 아프리카 국가들은 북한과의 우호적 관계 때문에 남한에 대해서 냉대한 태도를 보였다. 당시 대표적인 북한에 우호적인 국가는 이집트와 탄자니아가 있었다. 그러한 상황 속에서 남한은 가봉, 에티오피아와 함께 아프리카 국가들 간의 정치적 유대 형성에 중점을 두었다. 당시 가봉은 에티오피아 반린군 때문에 남한에게 있어서 아프리카 대륙의 유일한 실제 파트너 국가였다. 한국전쟁에 참전한 경험이 있었던 남아프리카공화국의 경우 당시아파르트헤이트 정책 때문에 국제사회에서 고립되었기 때문에, 한국은 남아공과 정치적 유대관계를 진전시키는데 어려움을 겪었다.
그러나 1970년대 이후 한국의 급속한 공업화와 경제 성장이 이루어지고 북한보다 잘 살게 되면서 상황은 조금씩 변화하게 된다. 우선 남한의 집중적인 아프리카 외교 정책 확대를 통해 한국은 아프리카 내 한국의 입지를 조금씩 다지게 되었다. 이는 1980년대에 개발도상국에서 선진국으로 조금씩 변화하는 남한에게 있어서 1988년 서울 올림픽을 개최할 만큼 대부분의 아프리카 국가로부터 충분한 정치적 지지를 얻게 되는데 도움이 되었다. 1988년 서울 올림픽 당시 북한은 이에 보이콧을 선언하였지만, 남한과 수교한 많은 아프리카 국가들은 선수대표단을 보내어 올림픽에 참가하였다.

### 냉전 이후
소비에트 연방이 붕괴된 이후 한국과 아프리카 국가 간의 정치적 연대는 더욱 확대될 기회를 갖게 된다. 특히 이는 대한민국과 아프리카 국가들 간 수교 확대 더욱 커지게 된다. 제6공화국의 초대 대통령 노태우는 과거 사회주의, 공산주의였던 아프리카 국가들과 외교 관계 수립을 목적으로 한 적극적인 외교정책을 시작했는데, 이는 한국의 북방외교이라고 불리고 있다. 이때 한국은 남아프리카공화국, 이집트, 탄자니아 등과 관계를 수립하게 되었다. 북방외교의 결실은 현재 아프리카 48개국과의 수교로 만들어지게 된다. 냉전이 종식된 이후 아프리카 대륙에서 북한과 외교전 경쟁에 있어서 남한의 정치적 승리로 평가됐다.

### 현재
오늘날 대한민국 정부는 1991년에 코이카라는 공공기관을 외교부 산하에 출범하였다. 코이카는 아프리카 국내정치의 안정화, 아프리카 발전을 위한 국제사회와 협력을 목표로 한다. 특히 한국의 정치인들은 중국, 일본과의 경쟁 우위를 확보하기 위해 상당한 규모의 KOICA 예산 확보에 최선을 다해 왔다. 특히 코이카의 대 아프리카 사업에 있어서 현대화 사업 등이 국회의원들에 의해서 지속적으로 증진되고 있다. 2018년에는 한·아프리카재단을 출범시켰다. 2024년 6월에는 대한민국 서울에서 한-아프리카 정상회의가 열렸다.
이외에도 대한민국은 서울아프리카대화(SDA)를 꾸준히 개최하는 등 아프리카와의 관계 강화에 노력하고 있지만, 같은 동아시아 지역의 일본과 중국에 비해 아프리카에 대한 접근이 늦었다고 평가 받는다.
실제로, 일본은 1993년부터 유엔, 유엔 개발 계획(UNDP), 세계은행, 아프리카 연합(AU) 등과 함께 아프리카 관련 사안을 논의하는 정상급 회의체인 '도쿄아프리카개발회의'(TICAD)를 3년 주기로 개최하고 있으며, 2024년 기준 총 8차례 개최하였다.
중국의 경우에도 2000년부터 다자간 대화기구인 '중국-아프리카 협력포럼'(FOCAC)을 정상회의와 장관회의로 분리하여 3년 주기로 개최하고 있으며, 2024년 기준 총 9차례 개최하였다.

## 코이카

### 개발 프로젝트

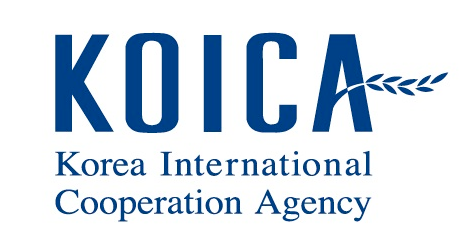
코이카 로고

코이카는 1991년 4월 1일 한국 정부의 무상원조 전담기관으로 설립되었다. 코이카는 국제사회에서 한국의 역할이 요구되는 가운데, 저개발국과 개발도상국에게 공적원조를 지원하고 있으며, 이는 동남아시아와 아프리카 지역을 포함하고 있다. 코이카는 아프리카 대륙의 발전을 지향하는 공공기관이기도 하다. 특히 코이카는 2012년 제1차 아프리카 전략을 수립한 이후 아프리카와의 협력과 사업을 꾸준히 진행하고 있다. 코이카는 한국 정부의 대아프리카 개발정책, 아프리카 파트너 국가의 개발 정책, 국제사회 정책을 바탕으로 아프리카에 대한 전략을 수립하고 국가 지원 계획을 추진하고 있다 코이카 웹사이트에 따르면 이들의 핵심 가치는 사람, 평화, 번영, 지구다. 코이카는 각 지역의 필요에 더 잘 부응하기 위해 아프리카를 3개 지역으로 나누어 협력을 이어가고 있다. 광대한 아프리카 지역이 세 지역으로 나뉘어진 가운데, 첫 번째는 이집트, 알제리, 튀니지 등으로 이루어진 북 아프리카 지역이다. 두 번째는 앙골라, 부룬디, 남수단 등이 포함된 사하라 남부의 중앙 아프리카 및 서 아프리카 지역이다. 세 번째는 소말리아, 케냐, 탄자니아 등이 위치한 동남 아프리카 지역이다.
특히, 지역별 16개 핵심 투자 국가를 선정해 우선 지원하고 있는데 주요 프로젝트는 다음과 같다.
- 아프리카 여성인권과 인권 증진.
- 아프리카의 의료보험 시스템 확장.
- 지속가능한 발전을 달성하기 위한 직업 및 기술 교육을 지원.

이를 통해 코이카는 대한민국 기술과  기술진보화된 시스템을 전수하면서 수원국과 공여국 간 상호이익적인 양자관계 번영을 위해 노력하고 있다고 주장하였다.
최근 2020년에 들어 과거 2012년에 수립하였던 제1차 아프리카 전략을 부분적으로 수정하여 새로운 아프리카 전략을 수립하였다. 이러한 전략의 수정은 과거와는 다른 아프리카의 현재 상황을 반영하여 새로운 개발 프로젝트가 설립되었다.
코이카는 국가관리체계를 정보화 기술로 재분류하는 신규 사업을 설계했으며, 이는 아프리카 주요 국가를 대상으로 우선적으로 진행되고 있다. 이러한 아프리카 주요 국가들 중 북부 아프리카지역의 이집트, 모로코, 알제리, 튀니지가 선정되었다. 코이카는 이들 국가를 미래에 고소득 및 중소득 국가로 변화시키는 사업 결과를 도출하고자 한다. 중서부의 나이지리아, 세네갈, 가나, 카메룬의 경우 국가 성장, 경제적 번영, 취업 기회를 목표로 투자가 지속되고 있다. 마지막으로 남동부 지역의 모잠비크, 에티오피아, 르완다, 탄자니아, 우간다, 케냐 등에서는 실업률 감소와 인력양성을 위해 집중적인 지원을 지속하고 있다.
코이카는 아프리카 연합의 개발 정책과 지속 가능한 협력을 목표로 삼고 있다. 코이카는 국가별 차이점을 분석해 아프리카 지역별 맞춤형 협력과 지원을 제공하고자 한다. 결론적으로, 코이카는 아프리카 국가들이 주도로 이루어지는 개발이 적극적으로 이루어질 수 있도록 국제사회와의 공조을 강화하려고 한다. 또한 한국 정부는 앞에서 설명된 코이카의 지속적인 노력을 통해 한국과 아프리카 국가들 간 상호 이익적인 관계를 계속 추진하고자 한다. 이는 6.25 전쟁 이후 선진국들로부터 원조를 받던 수원국 시절을 극복하고 다른 나라들에 원조를 제공하는 공여국으로 변신한 한국처럼, 아프리카 국가들도 미래에 힌국과 같은 공여국이 되어 국제사회의 책임 있는 일원으로 거듭나게 하려고 한다
한국의 공공외교는 K-Ricebelt 프로젝트에 따라 특정 아프리카 국가에 대한 자금 지원 및 지원의 형태를 취하고 있다. K-라이스벨트 구축사업은 쌀을 주식으로 하지만 자급률이 낮은 아프리카 국가에 한국의 다수확 벼 품종과 농업기술 등을 전수하는 것을 골자로 한다. 이는 주로 아프리카 국가들이 농업 중심 국가에서, 현대적이고 기술적 진보가 이뤄진 공업 중심 국가로의 전환에 인한 것이다.

## 같이 보기
- 대한민국-케냐 관계
- 가나-대한민국 관계
- 대한민국-이집트 관계
- 대한민국의 대외 관계
- 인도-태평양 전략